# Сементовський Олександр Максимович
Олекса́ндр Макси́мович Сементо́вський (*1821, Семеногірка — 1893 р.) — український краєзнавець, етнограф, видавець, бібліофіл та журналіст із козаків Переяславського полку Гетьманщини. Історик та статистик Білорусі.

## Біографія
Брат Костянтина Сементовського та Миколи Сементовського.
Випускник Ніженського ліцею (1840).
По закінченні військової служби — лісничий у Полтавській губернії, а згодом - статистик білоруських губерній Російської імперії, зокрема вивчав соціологію Вітебської губернії.
Член Московського археологічного товариства.

## Праці
- (рос.)«История города Каменец-Подольскаго» (1865).
- (рос.)«Исторія Почаевской Лавры» (1870).
- (рос.)«Гимназія высшихъ наукъ и лицей князя Безбородко в НЂжині» (1881).
- Опис Вітебської губернії.
- Статті з галузі лісництва та сільського господарства.